# Chabuata subsocia
Chabuata subsocia är en fjärilsart som beskrevs av Walker 1856. Chabuata subsocia ingår i släktet Chabuata och familjen nattflyn. Inga underarter finns listade i Catalogue of Life.